# Église San Angelo de Pérouse
L'église San Angelo (en italien : Chiesa di San Angelo ou encore Padiglione di Orlando, Tempio di san Michele Arcangelo ou Tempietto), est un édifice religieux  datant des Ve et VIe siècles qui se trouve sur un des points culminants de la ville de Pérouse en Ombrie.

## Histoire
L'église paléochrétienne, avec des caractéristiques typiquement romaines, date des Ve et VIe siècles et est une des plus anciennes d'Italie.
L'édifice a été construit sur les ruines d'un temple romain, lui-même bâti sur un site étrusque, au cours d'une période pendant laquelle les religions païennes étaient en récession et que le christianisme s'installait dans le territoire de l'empire.

## Description
Une petite cour verdoyante introduit l'édifice à plan centré qui se développe sur deux zones concentriques, le déambulatoire et le sanctuaire central, délimités par seize colonnes corintho-romaines décrivant un cercle. Compte tenu de l'hétérogénéité de dimensions et de matériaux, il est probable que ces colonnes proviennent d'autres édifices et furent remployées pour cette église, comme c'était courant à l'époque. 
Les deux chapelles qui subsistent sur les quatre d’origine flanquent l'édifice en lui donnant la forme d'une croix grecque. 
La sous-face de la charpente est en bois, probablement identique à l'originale, tandis que les arcs qui soutiennent la toiture ainsi que le portail ont été rajoutés à l'époque gothique (XIVe siècle.
Une série de douze fenêtres sont disposées dans le tambour selon le schéma caractéristique de l'architecture paléochrétienne. 
Sur les jambages d'entrée, sur le cou de la Vierge et dans une fresque figurent des croix pattées affinées ou « croix du Temple », des signes mystiques liés à l'univers des Templiers. 
À quelques mètres de l'entrée figure un pentagramme, symbole lié au culte de Vénus qui au Moyen Âge était associé à la magie noire.

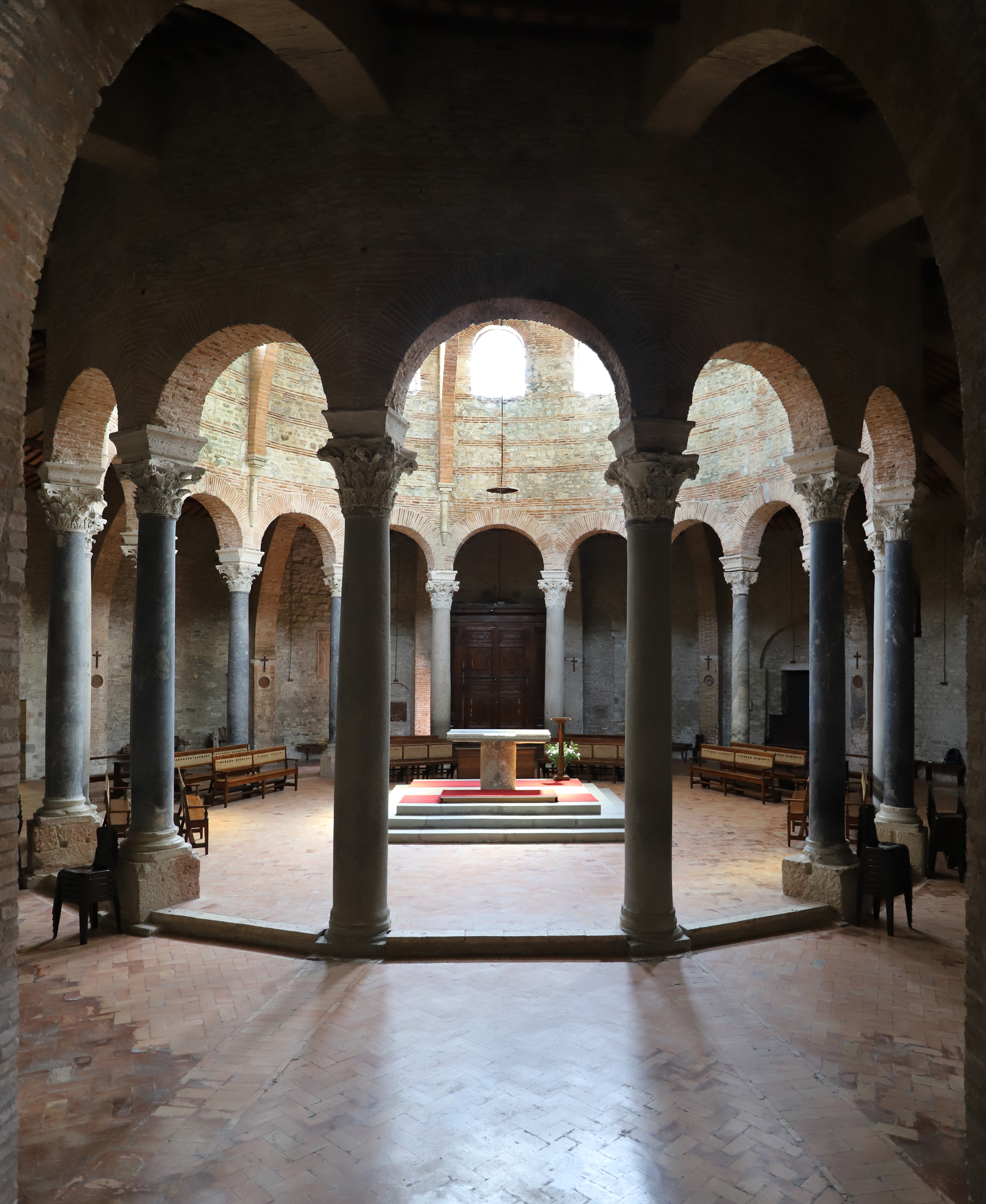
L'interieur.
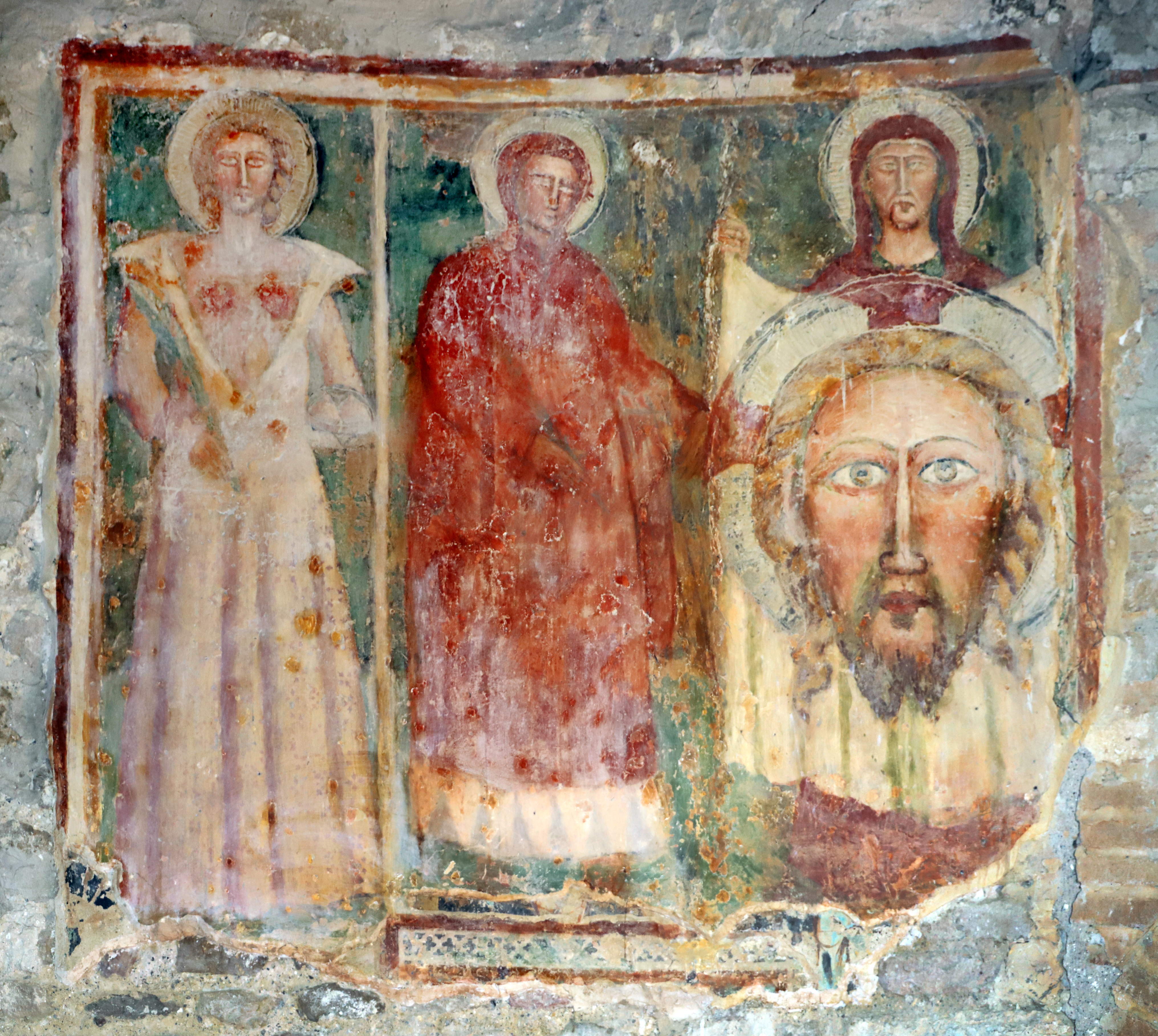
Fresque.
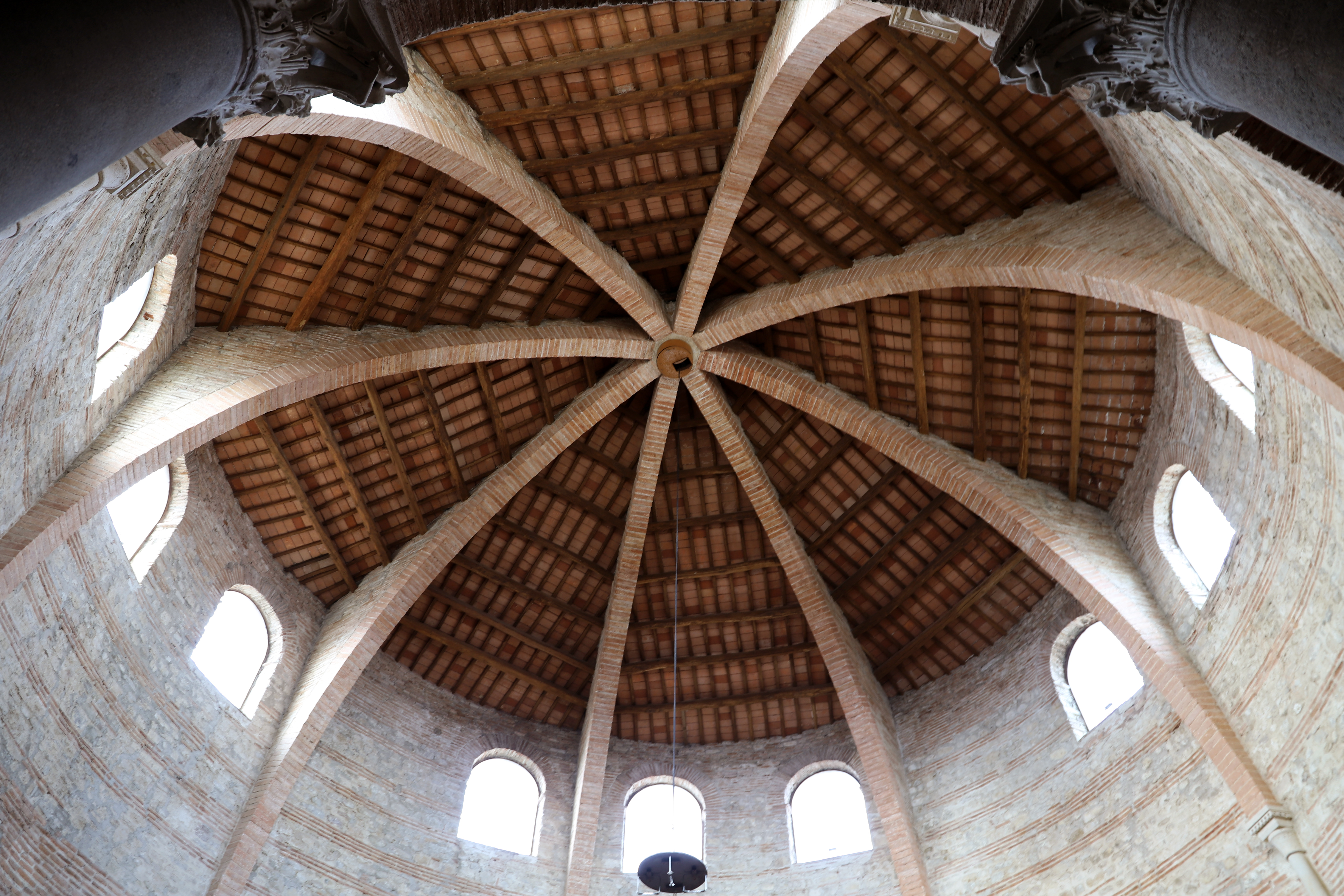
La coupole.